# Francesc Roig Queralt
Francesc Roig Queralt (La Canonja, Tarragonès - 26 de febrer de 1955) és un filòleg, professor i gestor cultural català, que ha estat president de Càritas Catalunya entre 2016 i gener de 2025.
Llicenciat en Filologia Romànica-Hispànica per la Universitat de Barcelona, Roig Queralt és catedràtic de llengua i literatura catalanes.
A més d'haver estat director de l'IES A. Martí i Franquès de Tarragona entre els anys 1983 i 1989, les seves tasques professionals abasten responsabilitats dins de l'Administració catalana, havent ocupat càrrecs com el d'Inspector d'educació i el d'Inspector en Cap, entre 2008 i 2015, als Serveis Territorials del Departament d'Ensenyament de la Generalitat de Catalunya a Tarragona. També ha estat membre de la Junta Permanent del Català de la Direcció General de Política Lingüística del Departament de Cultura i de la Comissió Tècnica Reguladora de l'ensenyament del Català.
En un altre àmbit d'actuació, Roig Queralt ha estat director de Càritas Diocesana de Tarragona entre els anys 2010 i 2018, i el 2016 fou elegit pels bisbes de la Conferència Episcopal Tarraconense com a presidènt de Càritas Catalunya, substituint a Carme Borbonès Brescó, que ocupava la presidencia des del 2004. Roig Queralt es va mantenir al càrrec fins al gener del 2025, en que fou rellevat per Salvador Busquets i Vila.

Roig Queralt ha estat membre fundador del Centre d'Estudis Canongins Ponç de Castellví (1983) del qual és el seu president i també de l'Associació Internacional de Llengua i Literatura Catalanes. També ha format part del patronat de la Fundació privada Mutua Catalana. I és autor de diversos llibres relacionats tant amb la poesia com amb la investigació històrica i literària.